# Upogebia cargadensis
Upogebia cargadensis is een tienpotigensoort uit de familie van de Upogebiidae. De wetenschappelijke naam van de soort is voor het eerst geldig gepubliceerd in 1910 door Borradaile.